# Янсенс, Абрахам
Абрахам Янсенс Первый, или Абрахам Янсенс ван Нёйсен (нидерл. Abraham Janssens van Nuyssen; 1575, Антверпен — до 25 января 1632, Антверпен) — фламандский живописец стиля барокко, считается предшественником стиля более знаменитого Питера Пауля Рубенса. романист. До 1601 года жил и работал в Италии, где стал караваджистом, затем вернулся в Антверпен.

## Биография
Абрахам Янсенс родился в Антверпене в семье Яна Янсена и Рёлофкен ван Хюйсен или Нёйссен. Янсенс подписывал некоторые из своих картин «Янсенс ван Нёйссен». Считается, что «ван Нёйссен» было фамилией его матери и что Янсенс добавил её к своей подписи, чтобы отличить себя от своих однофамильцев, поскольку фамилия Янсенс была очень распространена во Фландрии XVII века. В частности, известно ещё несколько фламандских живописцев по фамилии Янсенс.
Существует некоторая неопределенность относительно года его рождения. Ранее считалось, что он родился в 1567 году, но в последние годы более распространено мнение, что дата его рождения — 1575 год.
В 1585 году Абрахам Янсенс стал учеником Яна Снеллинка. С 1597 по 1602 год он путешествовал по Италии, жил в Риме. По возвращении на родину стал мастером антверпенской Гильдии Святого Луки.
1 мая 1602 года Абрахам женился на Саре Геткинт (умерла в Антверпене 7 апреля 1644 года), от которой у него было восемь детей, пятеро из них были ещё живы на момент её смерти: Мария Анна, которая также стала художницей и вышла замуж за Яна Брейгеля Младшего, Сара, Катарина, Лукреция и Абрахам Второй.
В 1607 году Абрахам Янсенс стал деканом антверпенской Гильдии Святого Луки. Это также время, когда он получил свои первые крупные заказы, положившие начало наиболее важному периоду в его жизни. В 1610 году в Антверпене Янсенс присоединился к «Братству романистов» (Confrérie van Romanisten), обществу антверпенских гуманистов и художников, побывавших в Риме и следовавших традициям римского классического искусства. Высокие позиции, занимаемые членами Братства, предоставили ему хорошую возможность встречаться с потенциальными покровителями и заказчиками.
Янссенс скончался в Антверпене. Среди его учеников были его сын Абрахам Янсенс Второй, Джованни ди Филиппо дель Кампо, Микеле Десублео, Николя Ренье, Герард Зегерс, Теодор Ромбоутс и Стивен Уилс.

## Творчество
Янсенс писал религиозные, мифологические и аллегорические композиции. Он также писал бытовые сцены, портреты, аллегории пяти чувств или семи смертных грехов. Трудно определить хронологию творчества Янсенса, поскольку он датировал или документировал лишь некоторые из своих работ.
После возвращения художника в 1602 году в Антверпен произведения Янсенса демонстрировали сильную зависимость от Рафаэля. Это ясно видно в композиции «Гора Олимп» (Старая пинакотека, Мюнхен), которая показывает сочетание изучения Янсенсом во время его пребывания в Италии античности, искусства Рафаэля, но также и Микеланджело. С 1606 года в его индивидуальном стиле стало проявляться влияние Караваджо. Считается, что это был ответ на новые тенденции в антверпенской школе. Он писал в «караваджистском» стиле около пяти-шести лет.
До возвращения Рубенса в Антверпен в 1608 году Янсенс считался лучшим живописцем исторического жанра своего времени. После того, как Рубенс стал доминирующей фигурой в создании больших алтарей для церквей Антверпена, Янсенсу пришлось искать заказы на монументальные произведения у провинциальных покровителей.
Его композиция «Скальдис и Антверпия» («Шельда и Антверпен», также известная как «Аллегория Шельды») 1609 года (Королевский музей изящных искусств, Антверпен) является ключевым произведением периода караваджизма (Skaldis — древнеримское название реки Шельда). Картина была заказана городским судьёй Антверпена для прикрытия дымохода в Зале собраний муниципалитета города (Stadhuis), где 9 апреля 1609 года было подписано Двенадцатилетнее перемирие между Испанией и Голландской Республикой. Рубенс получил заказ по тому же случаю. Была надежда, что перемирие принесёт новое процветание и торговлю в Антверпен, в которых город традиционно зависел от реки Шельды. Эта картина была создана, когда художественное мастерство Янсенса достигло своего апогея. Фигура реки Скальдис вдохновлена скульптурой Тибра на Капитолийском холме в Риме, а сама композиция напоминает «Сотворение Адама» Микеланджело на плафоне Сикстинской капеллы в Ватикане.
Влияние Караваджо проявляется в использовании сильных контрастов света и тени, а влияние художников болонской школы можно обнаружить в его «поисках благородной классичности».
Другими произведениями, относящимися к караваджскому периоду, являются «Аллегория бремени времени» (Королевские музеи изящных искусств Бельгии, 1609), «Мир и изобилие» (Художественная галерея, Вулвергемптон, 1614), картина, которая также была заказана для Зала собраний муниципалитета Антверпена, и «Мёртвый Христос в гробнице с двумя ангелами» (Метрополитен-музей, ок. 1610). Последняя картина, вероятно, была заказана в качестве алтарного образа. Эта караваджистская композиция на десять лет опережает сопоставимые голландские произведения, такие как «Римское милосердие» Дирка ван Бабюрена.
Поздние работы Янсенса считаются менее убедительными. После 1612 года его стиль живописи, как и стиль других его коллег в Антверпене, попал под сильное влияние свободной живописной техники Рубенса. Однако картины Янсенса с изображениями поясных фигур по-прежнему считались новаторскими и влиятельными. Хорошим примером последних является «Распятие» (Музей изящных искусств, Валансьен, ок. 1620), в котором фигуры выглядят скульптурными и приобретают «культовую вневременность».
Благодаря религиозным картинам, наиболее известными из которых являются «Положение во гроб» и «Поклонение волхвов», их колориту и величию замысла, Абрахам Янсенс считается предшественником Питера Пауля Рубенса. Однако, точнее будет сказать, что в своём зрелом стиле Янссенс «соединил романизм и традиционный фламандский натурализм, предвосхитив тем самым открытия Рубенса».

## Галерея

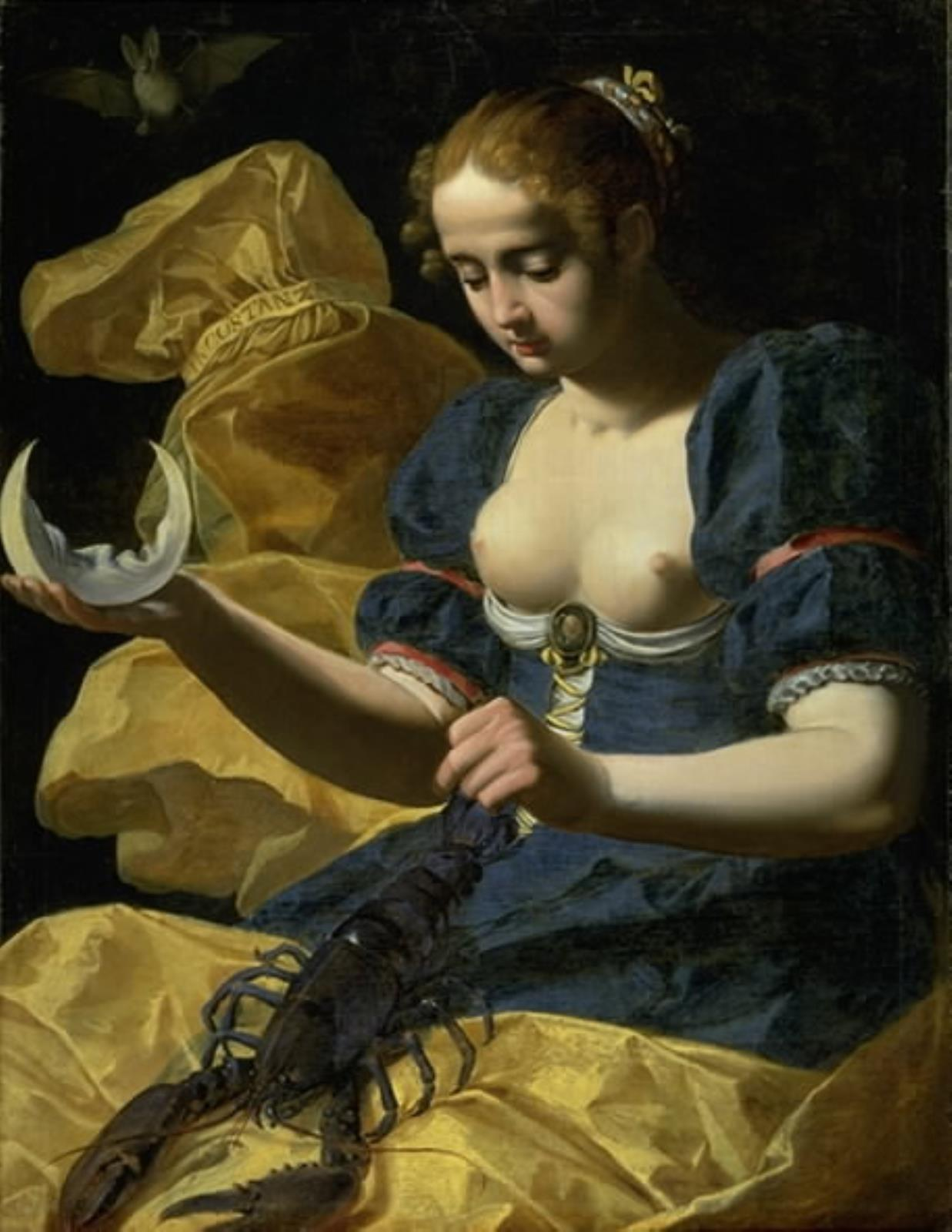
Aллегория непостоянства. Ок. 1617. Холст, масло. Государственный музей искусств, Копенгаген
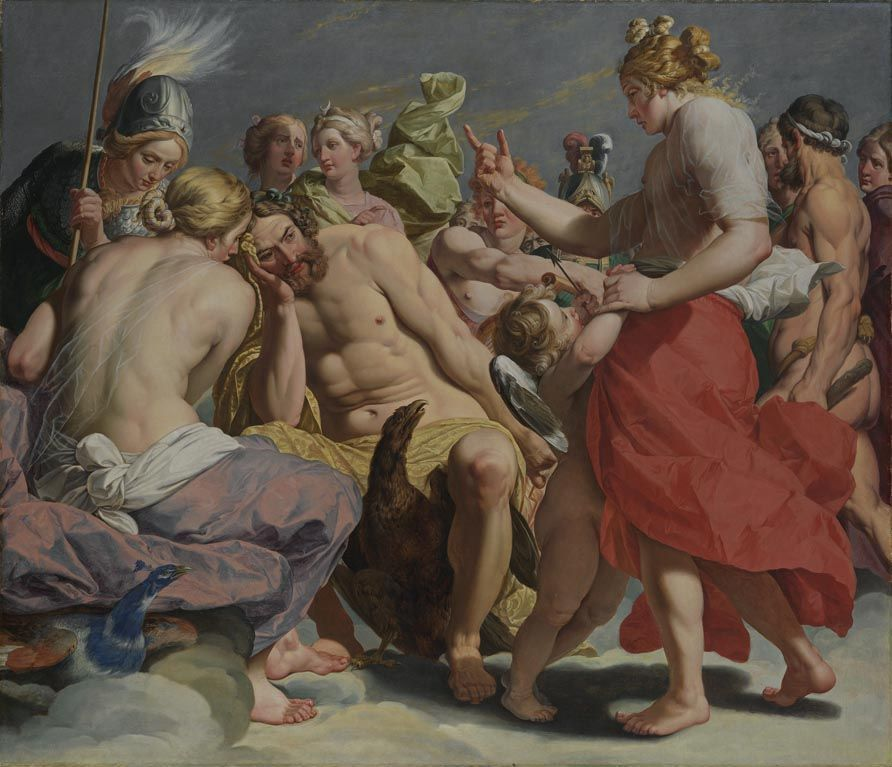
Гора Олимп. Ок. 1615. Холст, масло. Старая Пинакотека, Мюнхен
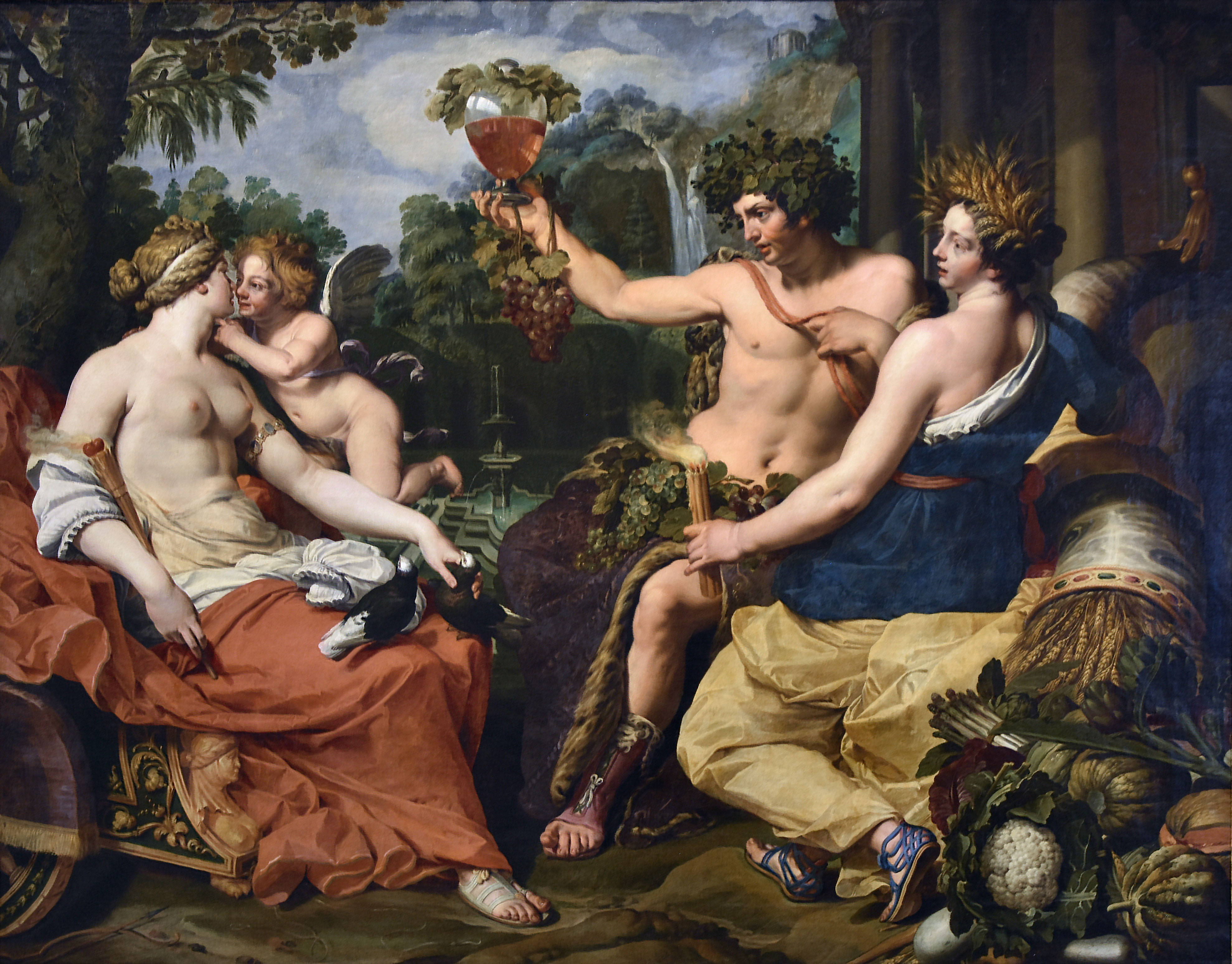
Церера, Бахус и Венера («Без Бахуса Венера зябнет»). Холст, масло. Музей Северного Брабанта, Хертогенбос
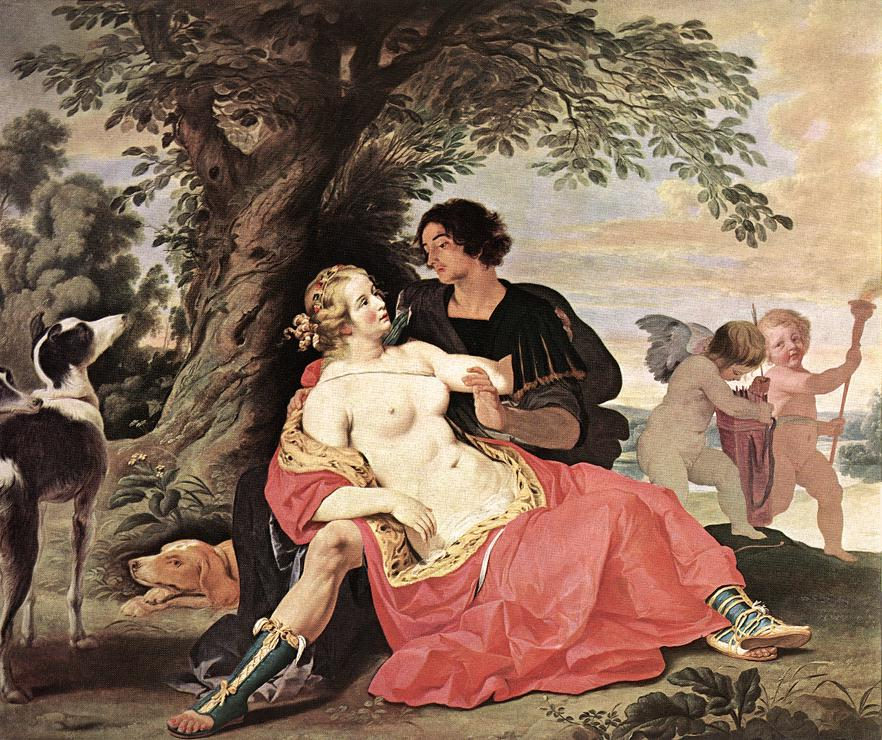
Венера и Адонис. Холст, масло. Музей истории искусств, Вена
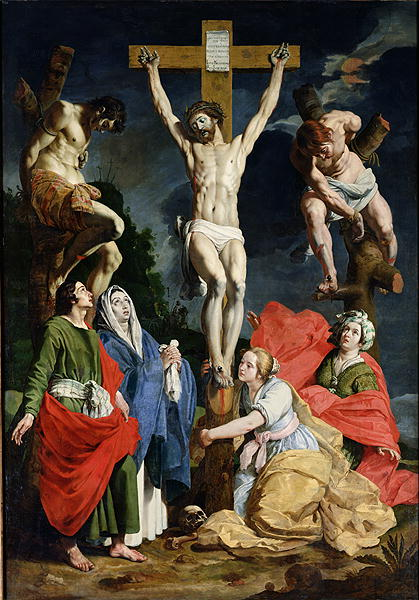
Распятие. Между 1600 и 1633. Холст, масло. Музей изящных искусств, Валансьен
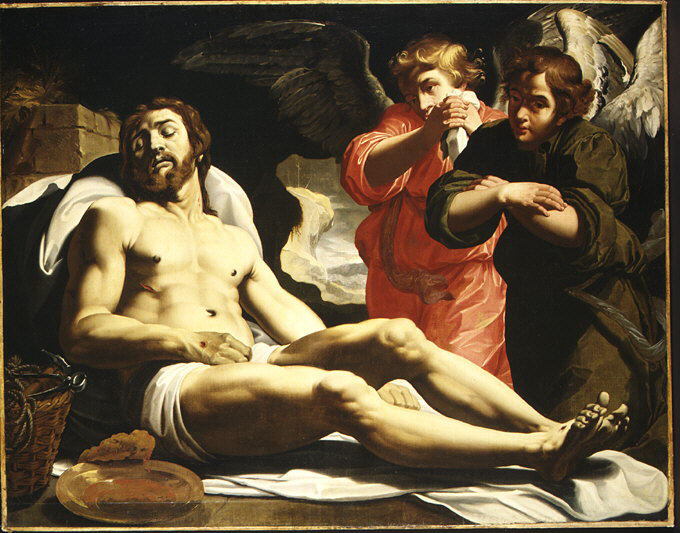
Мёртвый Христос в гробнице с двумя ангелами. Ок. 1610. Холст, масло. Метрополитен-музей, Нью-Йорк
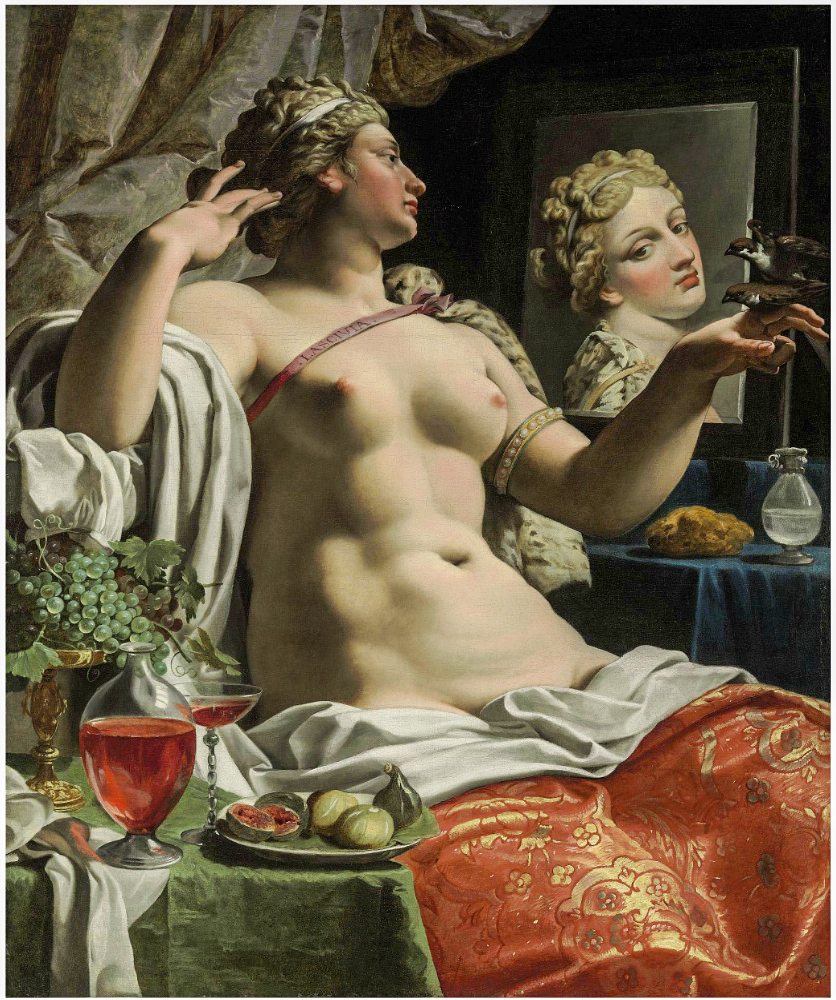
Lascivia (Игривость, распутство). Между 1615 и 1623. Холст, масло. Частное собрание
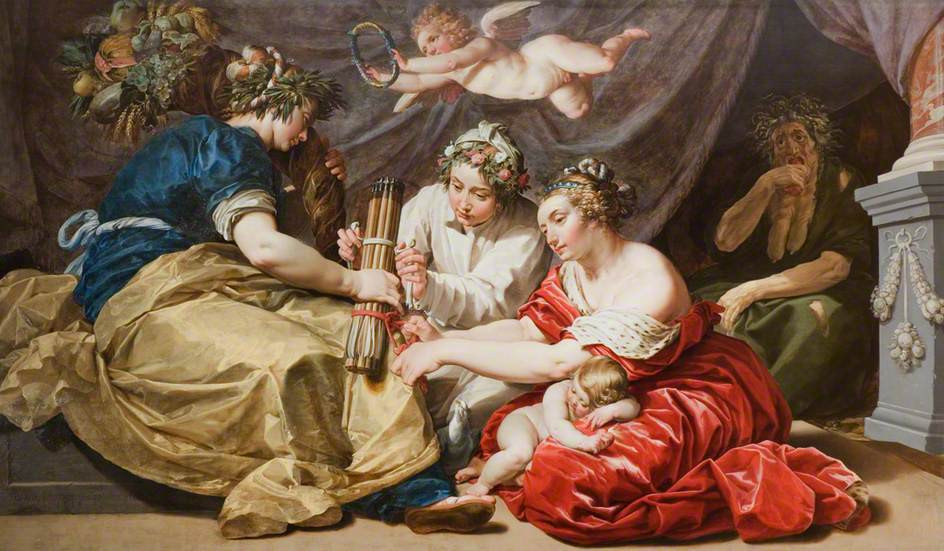
Мир и Изобилие. 1614. Холст, масло. Художественная галерея, Вулвергемптон, Англия